# Pedicularis trichodonta
Pedicularis trichodonta är en snyltrotsväxtart som beskrevs av T. Yamazaki. Pedicularis trichodonta ingår i släktet spiror, och familjen snyltrotsväxter. Inga underarter finns listade i Catalogue of Life.